# Уруп (село)
Уру́п (абаз. Уарп, кабард.-черк. Уарп, карач.-балк. Уруп, ног. Уруп) — село в Урупском районе Карачаево-Черкесии (Россия).
В 1958—1997 годах — посёлок городского типа.
Образует муниципальное образование Урупское сельское поселение как единственный населённый пункт в его составе.

## География

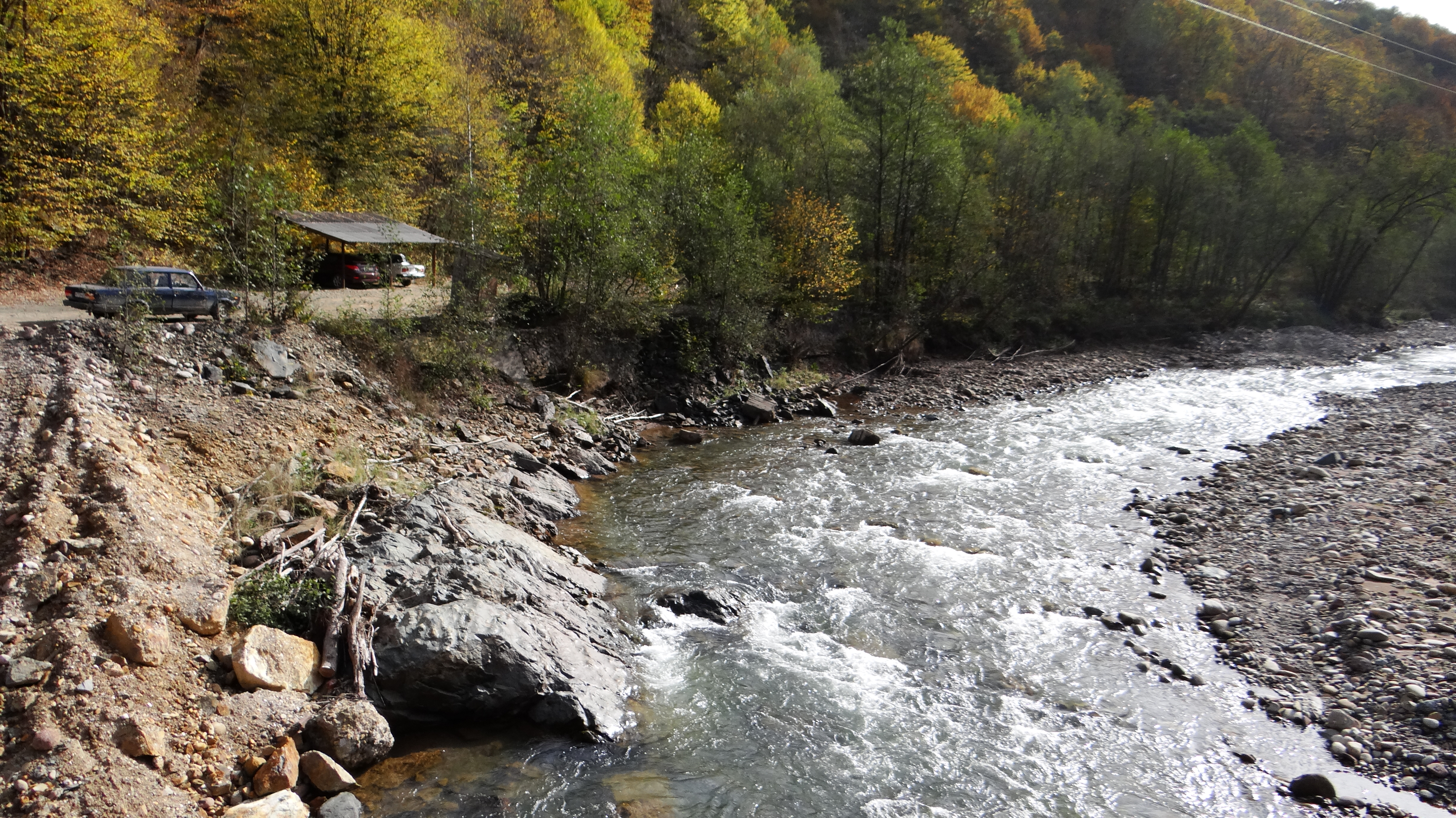
Река Уруп в черте села

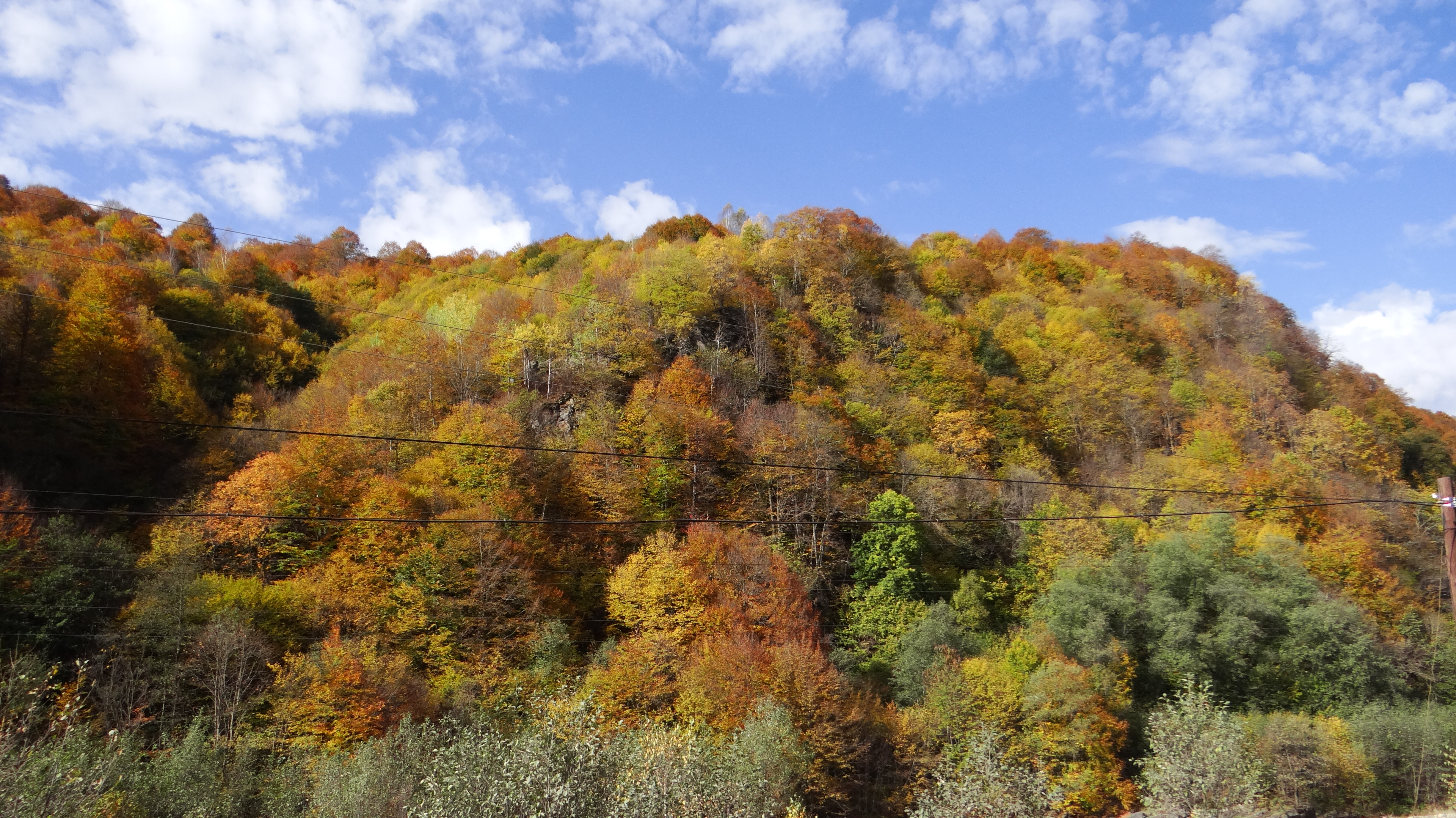
Горы вокруг села

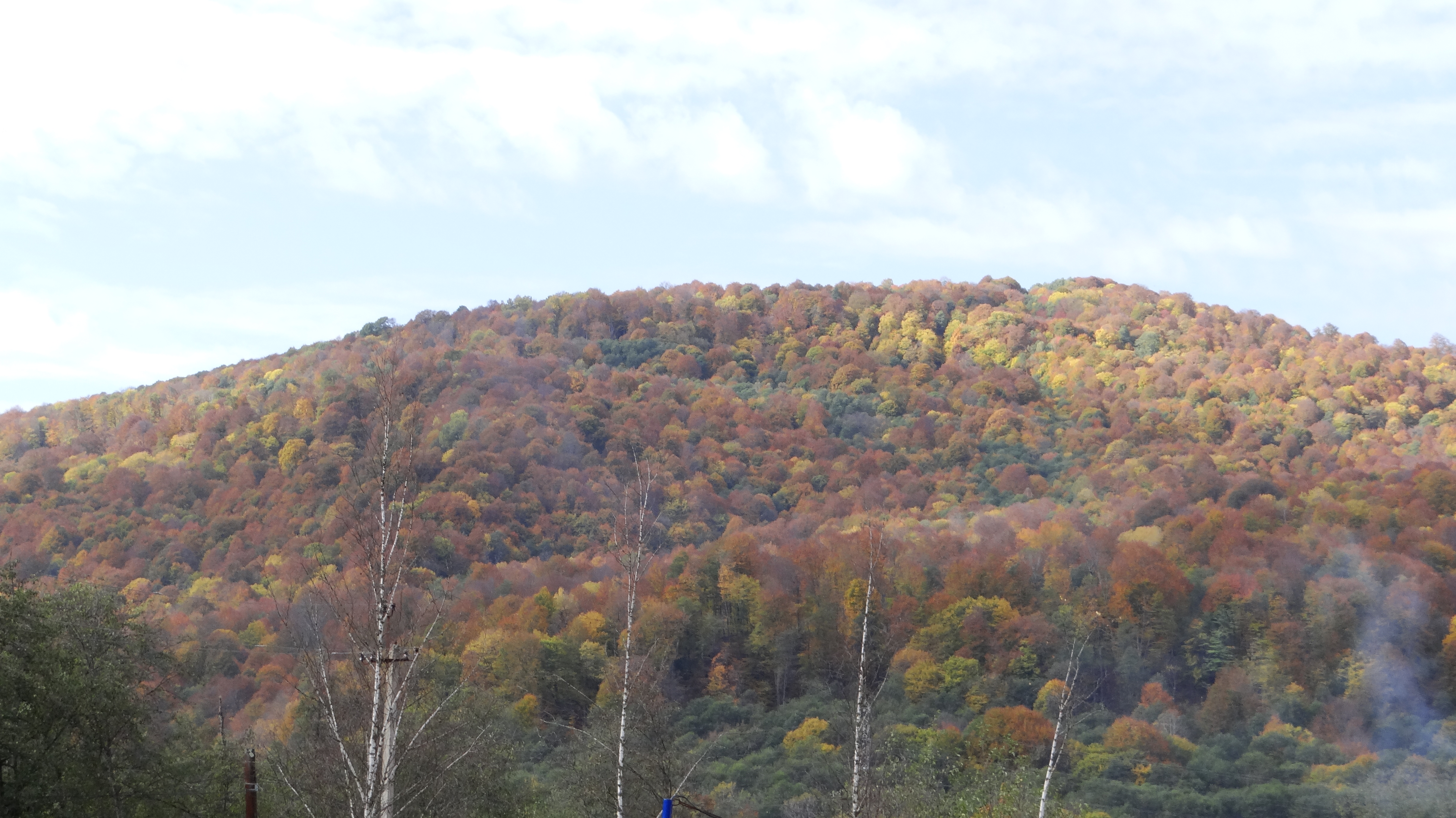
Горы вокруг села

Село Уруп расположено посреди обширной горной зоны в поясе северных склонов Большого Кавказа (высота центра населённого пункта — 934-935 м над уровнем моря), на реке Уруп, в 120 км юго-западнее Черкесска.
Село вытянуто с юго-востока на северо-запад по обоим берегам реки. Береговая полоса достаточно узкая, долину реки с обеих сторон обступают горы. На правом (восточном) берегу над речной долиной возвышаются отдельные горные массивы, несколько вытянутые в меридиональном направлении. С севера, от района излучин Урупа, где река поворачивает сначала строго на север, а потом на северо-восток, в сторону Преградной и Медногорского, и до впадения правого притока реки Маньши — горный массив, имеющий своей вершиной гору Мохнатую (1344,5 м). Южнее, в междуречье Маньши и ещё одного правого притока, Змейки — крупная гора высотой 1421 м.
На левом берегу к долине Урупа подходят восточные отроги нескольких хребтов широтного направления, разделённых узкими долинами левых притоков Урупа. С севера на юг, от излучины реки, где она поворачивает на север, друг друга сменяют: хребет Бахмут, река Бахмутка, хребет Власенкова, река Власенчиха, хребет Куцый (ближайшая к селу вершина — 1348,8 м), небольшой ручей, стекающий с южных склонов Куцего хребта и северного склона крупной вершины высотой 1504,2 м. Горы вокруг села обильно поросли лесом. На восточном берегу это дуб, ольха, осина, бук, на западном — преимущественно бук и ольха.

## История
Урупский сельский совет был образован в Преградненском районе Указом Президиума Верховного Совета РСФСР от 7 января 1939 года. В 1930-х годах в долине Урупа, на реке Власенчихе проводились активные геологоразведочные работы с целью поиска месторождений золота (с 1934 года, с момента создания приискового управления «Севкавзолото»). Был образован и прииск «Уруп», на котором находили золотые самородки весом до 200 г (1935 год). Однако возможности прииска были ограничены, так как размеры участка позволяли лишь использование малой механизации (экскаваторов).

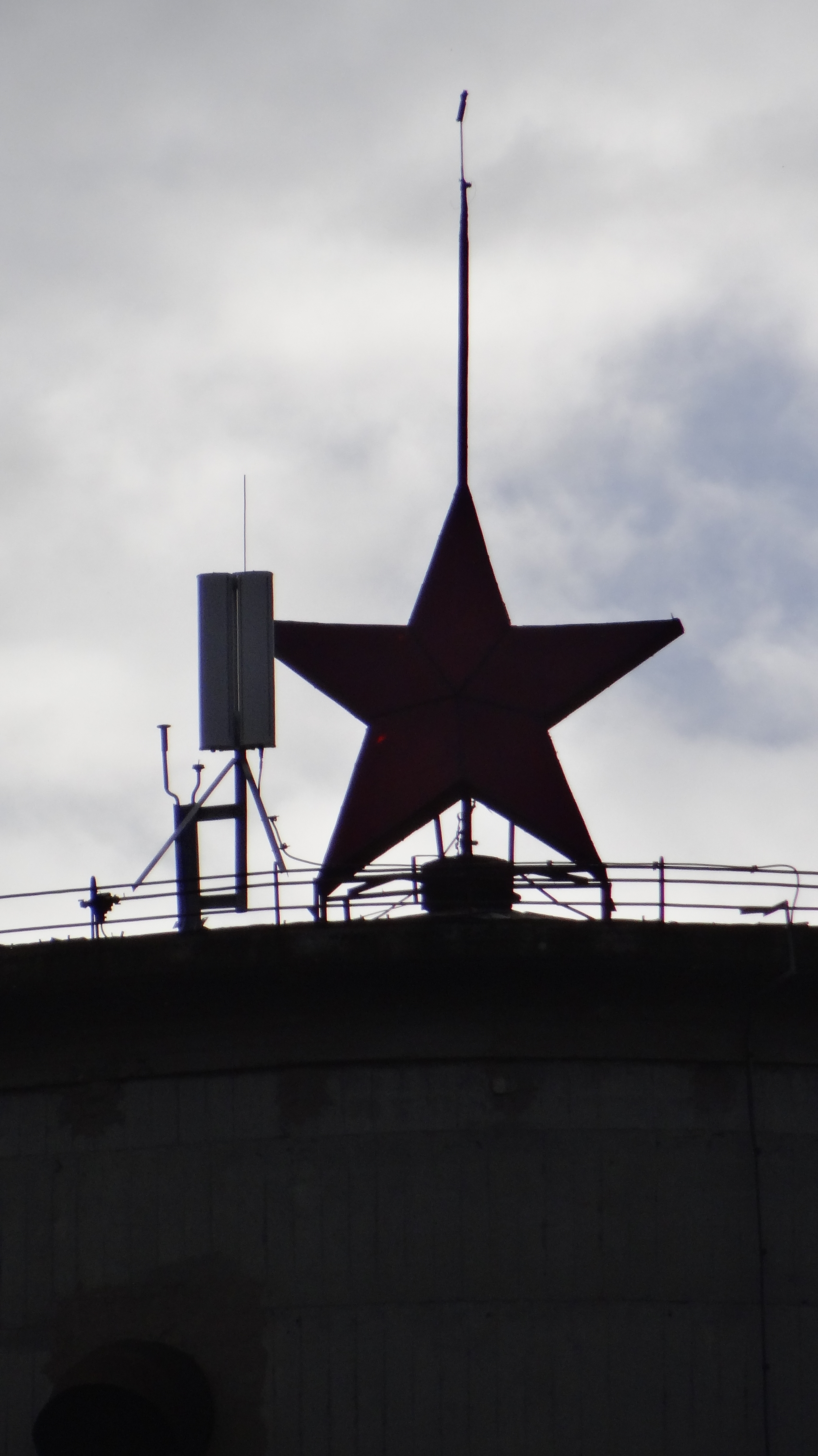
Крыша одного из промышленных сооружений

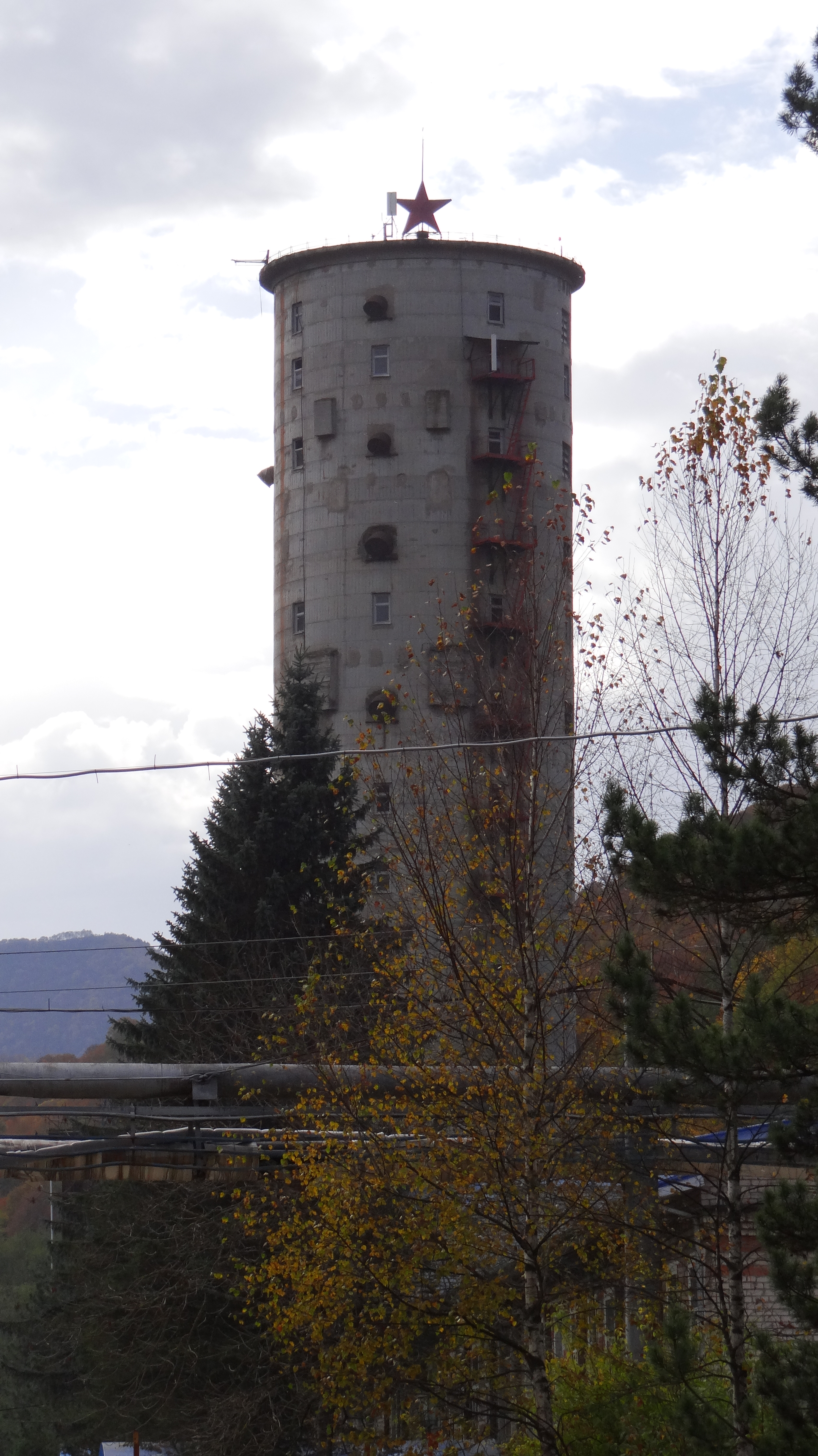
В промзоне

В годы Великой Отечественной войны посёлок Уруп был одним из центров партизанского движения. Преградненский район был оккупирован в августе 1942 года. Всего в районе оказалось 3 партизанских отряда. Из работников партактива района был сформирован Преградненский отряд № 10, кроме того, на территорию района перешли партизанские отряды из станиц Исправной и Отрадной. До прихода немецких войск на прииске Уруп располагался штаб Преградненского отряда, затем отряд ушёл в горы и базировался между Урупом и Преградной. Агенты партизан, в том числе из жителей прииска Уруп, выполняли разведывательные задания в Преградной и других окрестных населённых пунктах, расклеивали листовки. В посёлке при прииске проводились облавы оккупационных немецких войск на партизан и лиц, связанных с ними. В свою очередь, партизаны совершали нападения на группы немцев, проводивших такие облавы на территории района, в том числе на дороге между Урупом и Преградной, уничтожали технику противника.
В декабре  1942 года была проведена крупная антипартизанская операция, по итогам которой отряд понёс серьёзные потери, многие партизаны попали в плен и впоследствии были казнены оккупантами.
После ликвидации Карачаевской автономной области Урупский сельсовет перешёл в Кировский район Черкесской автономной области (Постановление Совета Народных Комиссаров СССР от 6 ноября 1943 года). После этого до 1946 года Уруп входил в Преградненский сельсовет. По данным 1953 года восстановленный Урупский поселковый совет включал в себя, кроме посёлка сельского типа Уруп, также хутор Бахмут, хутор Урупский лесопункт и село Верхне-Пантелеймоновское (ныне не существующий населённый пункт, находивший к юго-востоку от посёлка Уруп, в верховьях Себельды, притока Бульварки, являющейся, в свою очередь, правым притоком реки Уруп, который впадает в неё чуть выше Змейки).

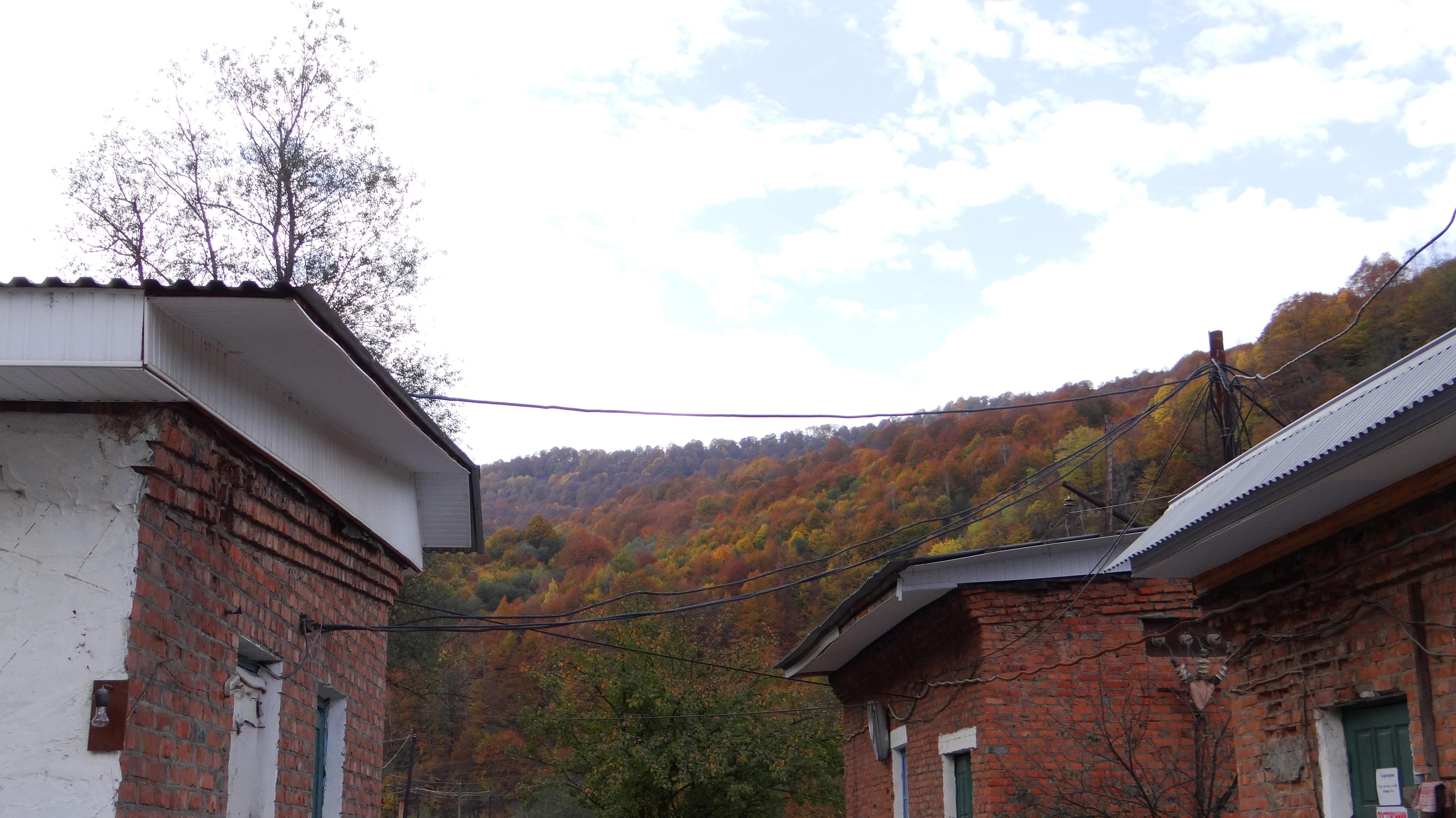
На окраине села

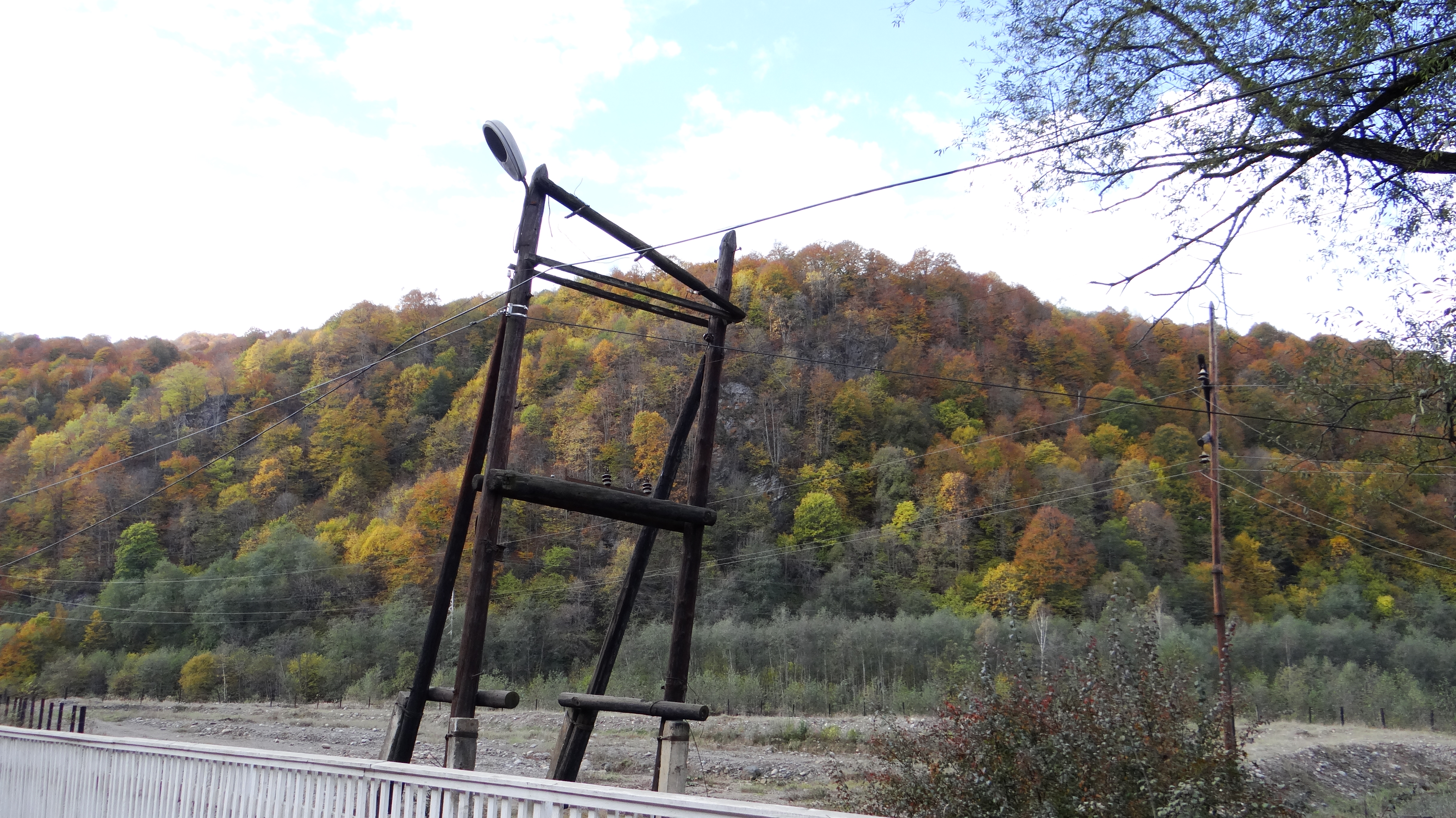
На окраине села

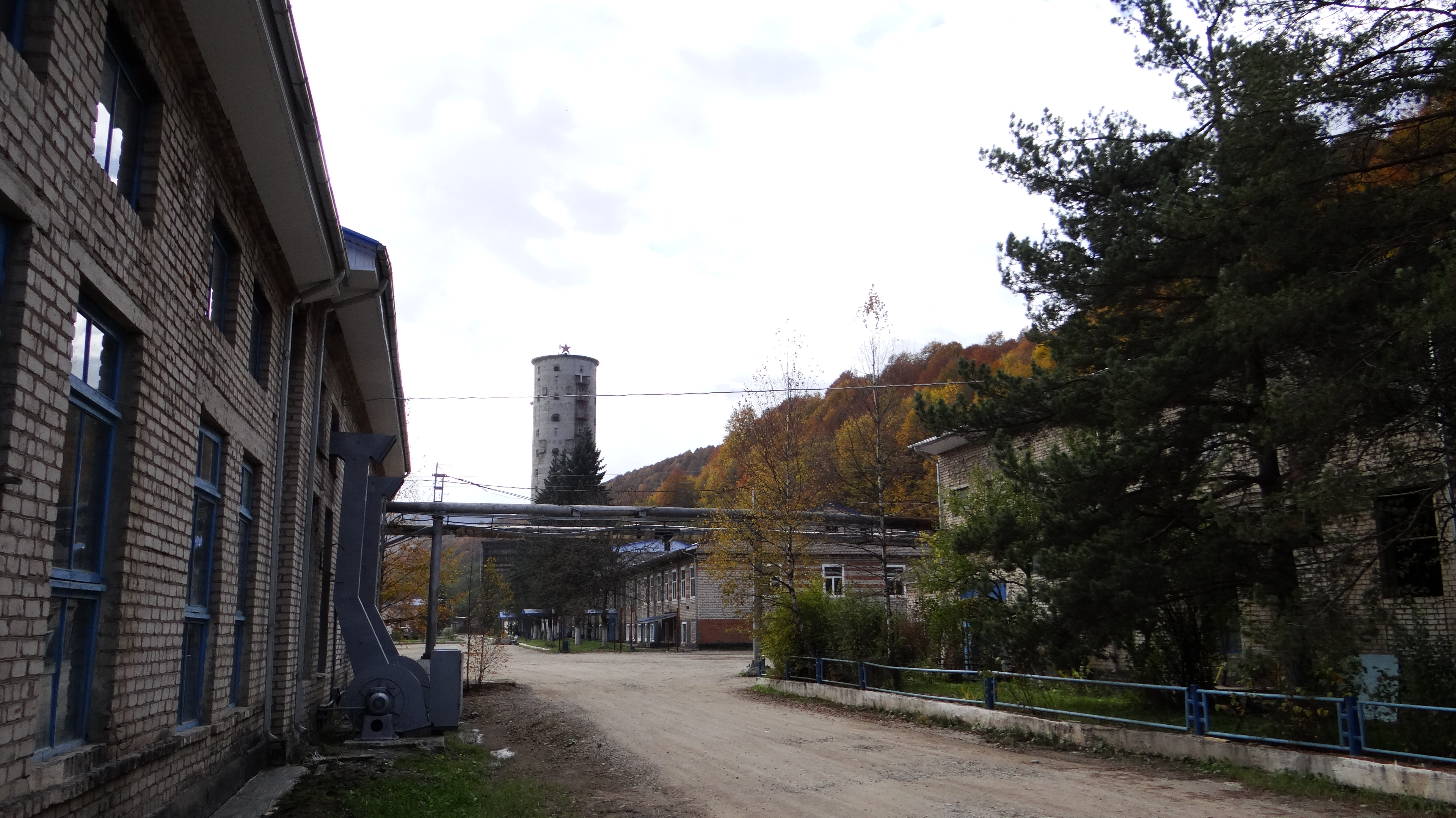
Промзона комбината

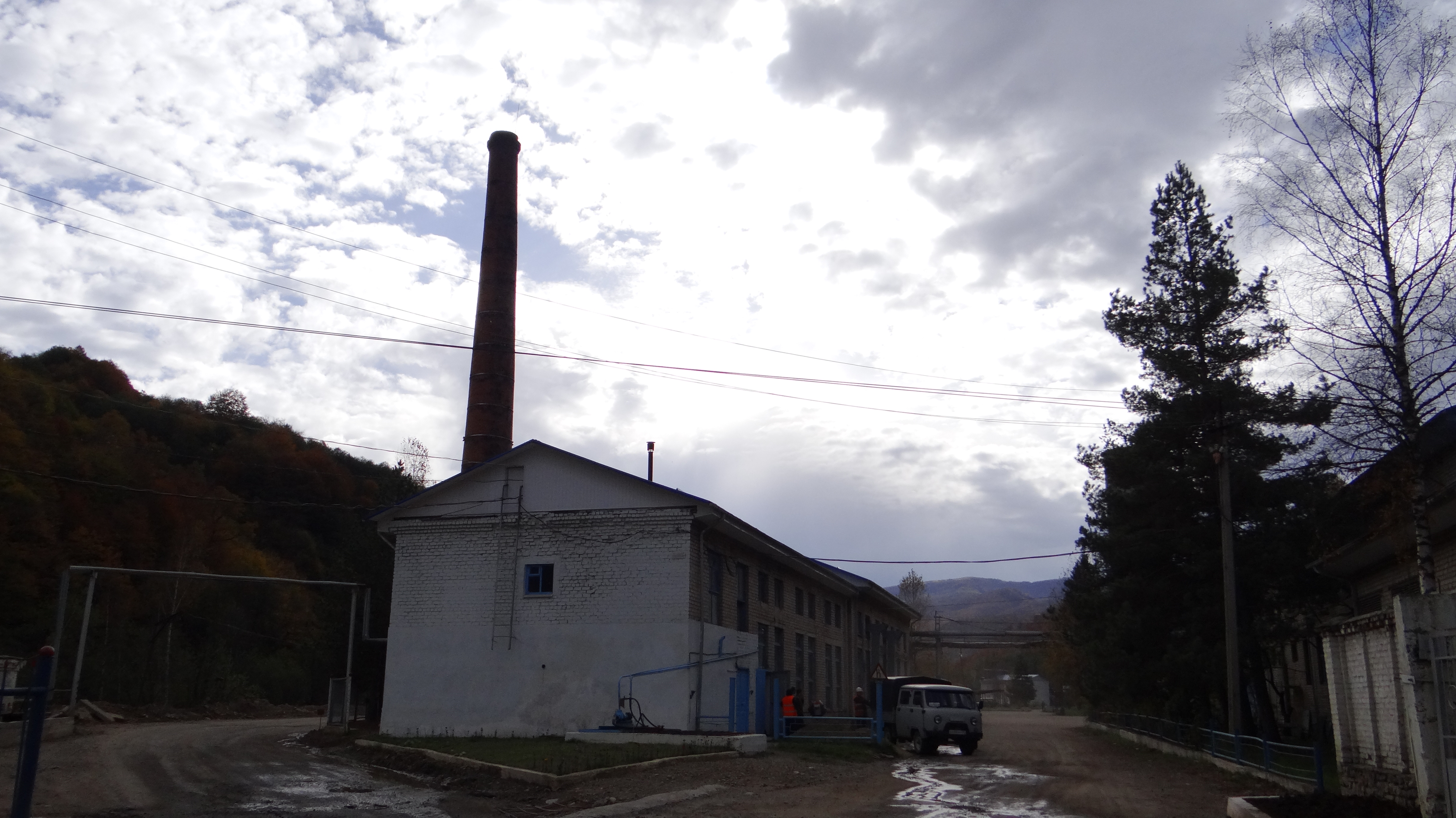
Промзона комбината

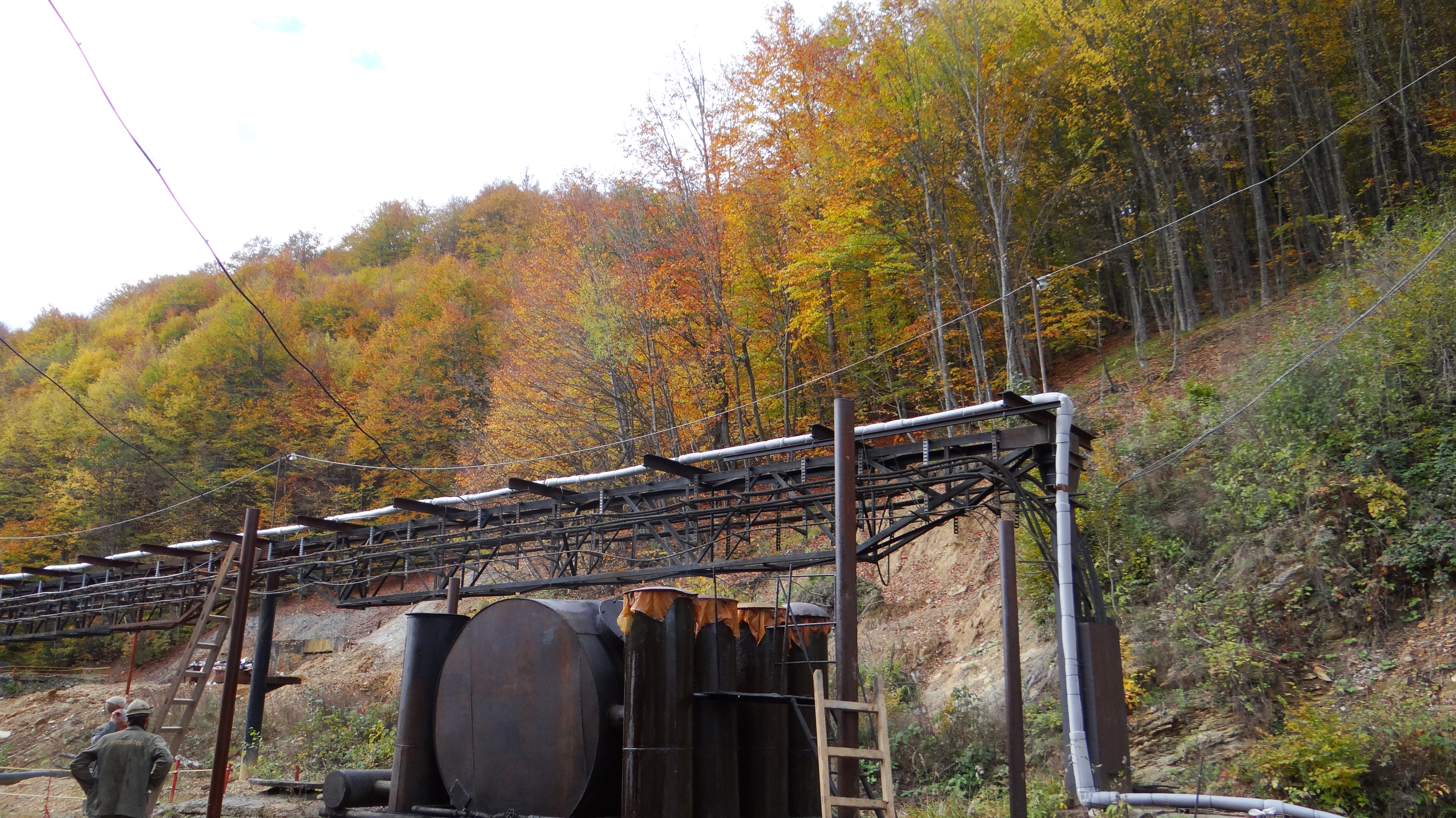
В промзоне

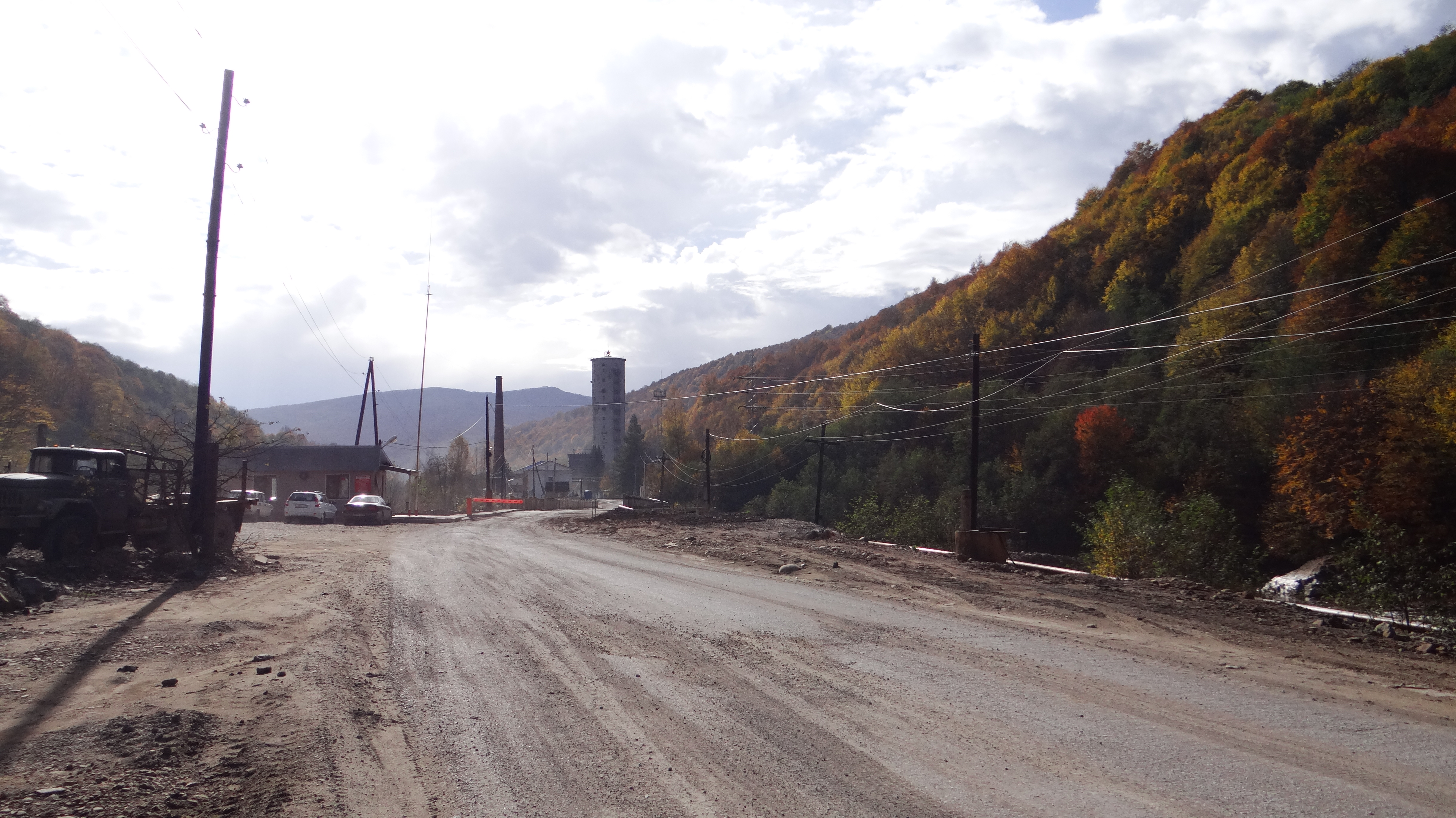
Дорога к промзоне

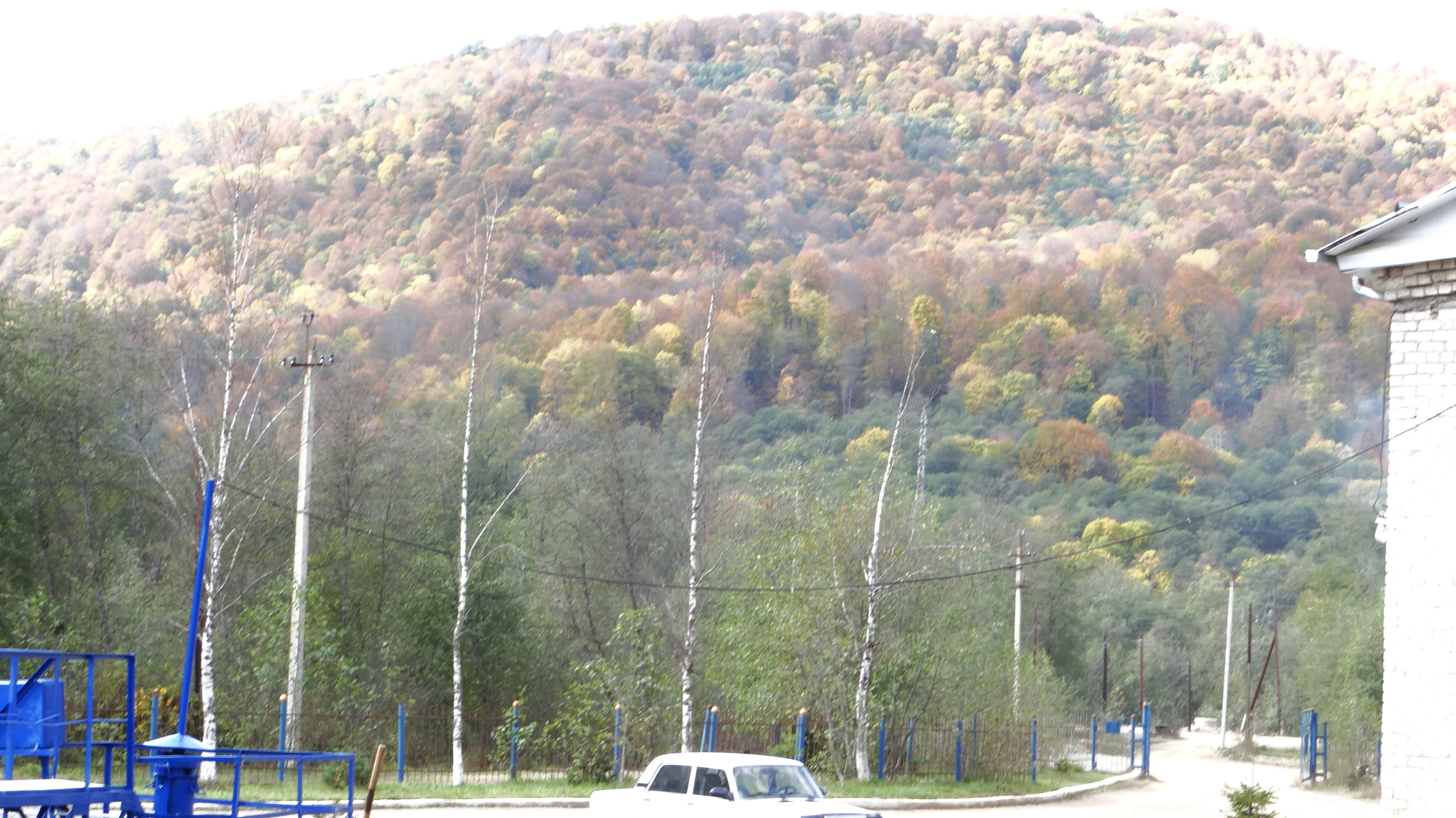
На территории рудника

Согласно Указу Президиума Верховного Совета РСФСР от 18 июня 1954 года Урупский поссовет вновь влит в Преградненский сельсовет. Есть данные, что 11 апреля 1956 года исполком Ставропольского края, в который входила Черкесская АО, дал посёлку Уруп статус рабочего посёлка и снова образовал поселковый совет. Если они верны, то, очевидно, это решение не было исполнено. 15 января 1957 года Указом Президиума Верховного Совета России № 721/3 был воссоздан Преградненский район, на сей раз уже в составе Карачаево-Черкесской автономной области. Образование поселкового совета посёлка городского типа Уруп в составе нового региона произошло на основании решения краевого исполкома от 30 апреля 1958 года № 274, в соответствии с которым Уруп был отнесён (возможно, повторно) к категории рабочих посёлков.
В 1963—1965 годах посёлок входил в Урупский промышленный район (в этот период к Урупскому поселковому совету вновь отнесено село Верхняя Пантелеймоновка), с 1965 года — в Урупском районе. Решением областного исполкома Карачаево-Черкесской АО № 595 от 15 ноября 1965 года и решением краевого исполкома Ставропольского края № 1024-23 от 22 ноября 1965 года в подчинение пгт Уруп передан вновь образованный посёлок Медногорский. Решением Ставропольского крайисполкома от 28 октября 1981 года № 769 посёлок Медногорский был отнесён к категории рабочих посёлков, а решением исполкома КЧАО от 18 ноября 1981 года № 600 Медногорский был выделен из состава Урупского поселкового совета, так как был образован отдельный Медногорский поселковый совет.
На основании Постановления Народного Собрания Карачаево-Черкесской Республики № 261-XXII от 28 марта 1997 года пгт Уруп стал селом. В том же году на базе села Уруп образовано Урупское сельское муниципальное образование, в 2005 году создано Урупское сельское поселение.

## Население
| 1959  | 1970  | 1979  | 1989  | 2002  | 2010  | 2012  |
| ----- | ----- | ----- | ----- | ----- | ----- | ----- |
| 2220  | ↗4495 | ↗5817 | ↘1390 | ↘1087 | ↗1530 | ↘1515 |
| 2013  | 2014  | 2015  | 2016  | 2017  | 2018  | 2019  |
| ↘1494 | ↘1466 | ↘1463 | ↘1433 | ↘1409 | ↘1399 | ↘1375 |
| 2020  | 2021  | 2023  | 2024  | 2025  |       |       |
| ↘1369 | ↗1635 | ↘1630 | ↘1606 | ↘1584 |       |       |

Согласно переписи 2002 года, в селе проживало 1087 человек, из них 509 мужчин и 578 женщин, 91 % населения составляли русские.
Национальный состав по данным переписи 2010 года:
- русские — 1 388 чел.,
- карачаевцы — 33 чел.,
- другие и не указавшие — 102.

По данным Всероссийской переписи населения 2021 года:
| Народ               | Численность, чел. | Доля от всего населения, % |
| ------------------- | ----------------- | -------------------------- |
| русские             | 1 497             | 91,56 %                    |
| карачаевцы          | 37                | 2,26 %                     |
| украинцы            | 21                | 1,28 %                     |
| армяне              | 18                | 1,10 %                     |
| другие / не указано | 62                | 3,79 %                     |
| всего               | 1 635             | 100,0 %                    |

## Экономика
- Урупский горно-обогатительный комбинат, ведущее предприятие района, заточенное на поставку сырья для цветной металлургии (медный, цинковый, серный концентрат, как побочные продукты добычи цветных металлов — золото, серебро, платина).
- Деревообрабатывающие предприятия.
- Предприятия торговли[8].

## Инфраструктура
- Фельдшерско-акушерский пункт[32].
- Средняя общеобразовательная школа.
- Детский сад «Солнышко»[8].

## Памятники
- Памятник партизанам Преградненского и Армавирского отрядов — памятник истории регионального значения[33].